# Bolesław Geraga
Bolesław Geraga (ur. 11 stycznia 1912 w Konstancji, zm. 4 czerwca 1986 w Łodzi) – polski działacz polityczny i samorządowy, przewodniczący Prezydium Wojewódzkiej Rady Narodowej w Rzeszowie (1950–1952), przewodniczący Prezydium Wojewódzkiej Rady Narodowej w Gdańsku (1952–1954), przewodniczący Rady Narodowej Miasta Łodzi (1954–1956).

## Biografia
Bolesław Geraga, syn Stanisława i Cecylii, urodził się 11 stycznia 1912 roku w Konstancji. Od 1928 roku był członkiem Komunistycznego Związku Młodzieży Polskiej i Komunistycznej Partii Polski w Ozorkowie oraz Międzynarodowej Organizacji Pomocy Rewolucjonistom. Od 1942 roku był członkiem Polskiej Partii Robotniczej, a także był członkiem Gwardii Ludowej i Armii Ludowej. Podczas wojny był łącznikiem pomiędzy Komitetem Okręgowym w Łodzi i Poznaniu. 
Od 1945 do sierpnia 1948 roku był członkiem Wojewódzkiej Rady Narodowej w Łodzi. 26 maja 1950 roku został wybrany na przewodniczącego Prezydium Wojewódzkiej Rady Narodowej w Rzeszowie (z uprawnieniami wojewody), które to stanowisko zajmował do 26 kwietnia 1952 roku.
Następnie od kwietnia 1952 roku do lutego 1954 roku był przewodniczącym Prezydium Wojewódzkiej Rady Narodowej w Gdańsku, a od 25 lutego 1954 do 22 marca 1956 roku był przewodniczącym Powiatowej Rady Narodowej w Łodzi. Następnie od 28 marca 1956 roku do kwietnia 1957 roku był zastępcą przewodniczącego Wojewódzkiej Rady Narodowej w Katowicach.
Od kwietnia 1957 roku do stycznia 1958 roku był „dyspozycji Prezesa Rady Ministrów”. Następnie od stycznia 1958 roku do grudnia 1960 roku był wiceprezesem Urzędu Rezerw Państwowych, a od  grudnia 1960 roku do października 1961 roku był ponownie w „dyspozycji Prezesa Rady Ministrów”. Od października 1961 roku do października 1963 roku był słuchaczem Wyższej Szkoły Nauk Społecznych przy KC PZPR w Warszawie, a następnie od października 1963 roku do  października 1964 roku był „w dyspozycji KC PZPR”. W latach 1964–1967 był dyrektorem generalnym Centralnego Urzędu Gospodarki Wodnej. Od grudnia 1957 roku do lipca 1968 był „w dyspozycji Urzędu Rady Ministrów”. W 1968 roku przeszedł na rentę specjalną z tytułu zasług własnych przyznaną przez Prezesa Rady Ministrów. Zmarł 4 czerwca 1986 roku w Łodzi. Pochowany na cmentarzu Doły w Łodzi (Kwatera: XXV, Rząd: 17, Grób: 1).

## Odznaczenia
- Srebrny Krzyż Zasługi (1946)[3]